# Otto Penzler
Otto Penzler (* 8. Juli 1942) ist Herausgeber und CEO von MysteriousPress.com in den USA und Eigentümer des The Mysterious Bookshop in New York City. Penzler gilt als die weltweit führende Autorität der Spannungsliteratur.

## Leben
Otto Penzler ist Sohn einer Deutsch-Amerikanerin und eines deutschen Vaters. Er wuchs in New York City auf. Das Studium der Literaturwissenschaften absolvierte Penzler 1963 an der Universität Michigan.
Penzler gründete 1975 den Verlag The Mysterious Press, den er 1989 an den damaligen Verlag Warner Books verkaufte. 2010 erwarb Penzler The Mysterious Press als Imprint zurück und veröffentlichte nun in Zusammenarbeit mit Open Road Integrated Media Originalbücher als Imprint im Verlag Grove/Atlantic sowie klassische Krimis bei MysteriousPress.com. Er war Herausgeber von The Armchair Detective, der von den Mystery Writers of America (MWA) ausgezeichneten vierteljährlichen Zeitschrift, die sich siebzehn Jahre lang mit Mystery und Suspense Fiction befasste. Penzler gründete auch den Verlag The Armchair Detective Library, der klassische Kriminalliteratur für Sammler sowie Bibliotheken und Büchereien nachdruckt. Er publizierte u. a. die Originalausgaben von Eric Ambler, Kingsley Amis, Isaac Asimov, Robert Bloch, James M. Cain, Raymond Chandler, Jerome Charyn, Len Deighton, Stanley Ellin, James Ellroy, Patricia Highsmith, P. D. James, H. R. F. Keating, Peter Lovesey, Ed McBain, Ross Macdonald, Marcia Muller, Ellis Peters, Ruth Rendell, Mickey Spillane, Ross Thomas, Donald E. Westlake und Cornell Woolrich. Seit 2002 veröffentlicht er eine Anthologie gemeinsam mit Thomas H. Cook; Titel: The Best American Crime Writing. Zudem verfasste er die wöchentliche Kolumne The Crime Scene für die New York Sun. Die Zeitung stellte zum 30. September 2008 ihr Erscheinen ein.
Von Penzlers rund 60.000 Büchern seiner Privatbibliothek wurde am 8. April 2010 durch die New Yorker Swann Galerie ein bedeutender Teil englischer Thriller und Spionageromane versteigert. Im Herbst 2018 gründet Otto Penzler Penzler Publishers, über die er klassische Krimis z. B. von Mary Roberts Rinehart, John Dickson Carr oder Ellery Queen neu auflegte. Den Vertrieb übernahm der Verlag WW Norton & Company.
Penzler lebt zusammen mit seiner Frau Lisa Atkinson in New York und Connecticut.

## Arbeiten

### Als Verleger
- Otto Penzler Books. Ein Imprint des Verlages Houghton Mifflin Harcourt (2005–2010).
- The Armchair Detective Library. Reproduzierte klassische Kriminalromane für Sammler und Bibliotheken.
- The Mysterious Press. Gegründet 1975. 1989 an Warner Books verkauft; von Penzler 2009 zurückgekauft und jetzt ein Imprint beim Verlag Grove/Atlantic.
- The Armchair Detective. Vierteljährliches Magazin über Spannungsliteratur von 1967 bis 1997.
- MysteriousPress.com. Ein E-Book-Unternehmen, das von Open Road Integrated Media unterhalten wird.
- Penzler Publishers. Ein Verlag für neue klassische Kriminalliteratur; Vertrieb erfolgt über den New Yorker Verlag WW Norton & Company.
- Scarlet. Ein Joint-Publishing-Unternehmen mit Pegasus Books, das sich auf psychologische Spannung für weibliche Leser spezialisiert hat.

### Als Herausgeber von Jahresserien
- The Best American Mystery Stories. Jahresserie seit 1997 mit Gastherausgebern.
- The Best American Crime Writing. Jahresserie seit 2002 gemeinsam mit Thomas H. Cook und anderen Gastherausgebern.

### Als Herausgeber neuer Bücher, Anthologien und Story-Sammlungen
- 1984: The Medical Center Murders (dt. Die geheimnisvollen Morde in der Klinik. Heyne, München 1985, ISBN 978-3-453-02187-7); gemeinsam mit Lisa Drake
- 1995: The Crown Crime Companion: The Top 100 Mystery Novels of All Time; gemeinsam mit Mickey Friedman
- 1996: Murder For Love (dt. Zeit zu sterben. Goldmann, München 1996, ISBN 978-3-442-43453-4)[5]
- 1998: The 50 Greatest Mysteries of All Time
- 1998: Murder For Revenge
- Racheengel – das große Krimi-Lesebuch. Goldmann, München 1998, ISBN 978-3-442-43935-5[6]
- 1999: Murder and Obsession.[7] (dt. Denn Mord hat viele Zungen. Bastei Lübbe, Bergisch Gladbach 2001, ISBN 978-3-404-14641-3); Mitwirkende: Elizabeth George
- 2000: Best American Mystery Stories of the Century; gemeinsam mit Tony Hillerman
- 2001: Murderer's Row
- 2001: Murder On the Ropes
- 2005: Dangerous Women (dt. Mordsfrauen. Aufbau TB, Berlin 2006, ISBN 978-3-7466-2265-1); Mitwirkender: Evan Hunt, Pseudonym von Ed McBain
- 2005: Dangerous Women (dt. Mörderische Affairen. Aufbau TB, Berlin 2007, ISBN 978-3-7466-2355-9); Mitwirkender: John Connolly
- 2006: Murder in the Rough
- 2006: Murder at the Racetrack
- 2006: Murder at the Foul Line
- 2007: The Black Lizard Big Book of Pulps
- 2007: Dead Man's Hand: Crime Fiction at the Poker Table
- 2007: The Vicious Circle: Mystery and Crime Stories by Members of the Algonquin Round Table
- 2009: The Lineup: The World's Greatest Crime Writers Tell the Inside Story of Their Greatest Detectives
- 2009: The Vampire Archive
- 2009: Black Noir: Mystery, Crime, and Suspense Stories by African-American Writers
- 2010: Christmas at the Mysterious Bookshop
- 2010: The Greatest Russian Stories of Crime and Suspense
- 2010: The Best American Noir of the Century
- 2010: The Black Lizard Big Book of Black Mask Stories
- 2010: Agents of Treachery
- 2011: The Big Book of Adventure Stories
- 2012: The Big Book of Ghost Stories
- 2013: The Big Book of Christmas Stories (dt. Eine Leiche zum Advent : das große Buch der Weihnachtskrimis. Ehrenwirth, Köln 2016, ISBN 978-3-431-03966-5)
- 2013: Kwik Krimes
- 2014: The Black Lizard Big Book of Locked-Room Mysteries
- 2014: The Best American Mystery Stories of the Nineteenth Century
- 2015: The Big Book of Sherlock Holmes Stories
- 2016: The Big Book of Jack the Ripper
- 2016: Silent Night, Deadly Night
- 2017: The Big Book of Rogues and Villains
- 2018: The Big Book of Female Detectives

### Gastauftritte in der Literatur
- 1999 In seiner Weihnachtsgeschichte The Burglar Who Smelled Smoke lässt Lawrence Block Otto Penzler in seinem Mysterious Bookshop in New York auftreten
- 2008 Elmore Leonards Roman Up In Honey’s Room handelt von einem entflohenen deutschen Soldaten der Waffen-SS mit dem Namen Otto Penzler

## Auszeichnungen
- 1977: Edgar Allan Poe Award – Kategorie: Bestes kritisches oder biografisches Buch für The Encyclopedia of Mystery and Detection
- 1994: Edgar Allan Poe Award – Kategorie: Ellery Queen Award für seine Beiträge im Mystery-Genre
- 2003: Edgar Allan Poe Award – Kategorie: Raven Award als Eigentümer des Mysterious Bookshop in New York[8]
- 2010: Edgar Allan Poe Award – Kategorie: Bestes kritisches oder biografisches Buch für The Lineup: The World's Greatest Crime Writers Tell the Inside Story of Their Greatest Detectives
- 2012: The Jay and Deen Kogan Award for Excellence at NoirCon[9]
- 2015: Strand Magazine’s Lifetime Achievement Award[10]
- 2018: The Killer Nashville 2018 John Seigenthaler Legends Award[11]